# 奥伊斯基兴县
奥伊斯基兴县（Kreis Euskirchen）是德国北莱茵-威斯特法伦州西南部的一个县，隶属于科隆行政区，首府奥伊斯基兴。